# Associazione Sportiva Cosenza 1958-1959
Questa pagina raccoglie le informazioni riguardanti l'Associazione Sportiva Cosenza nelle competizioni ufficiali della stagione 1958-1959.

## Rosa
| N. |                   | Ruolo | Calciatore         |
| -- | ----------------- | ----- | ------------------ |
|    | Italia (bandiera) | C     | Elio Ardit         |
|    | Italia (bandiera) | A     | Valentino Bedetti  |
|    | Italia (bandiera) | A     | Costante Bolognesi |
|    | Italia (bandiera) | D     | Giorgio Bordignon  |
|    | Italia (bandiera) | D     | Gianfranco Coaro   |
|    | Italia (bandiera) | C     | Mario Dalla Pietra |
|    | Italia (bandiera) | C     | Mario Delfino      |
|    | Italia (bandiera) | C     | Carlo Di Clemente  |
|    | Italia (bandiera) | D     | Luciano Federici   |

| N. |                   | Ruolo | Calciatore          |
| -- | ----------------- | ----- | ------------------- |
|    | Italia (bandiera) |       | Martino             |
|    | Italia (bandiera) | D     | Edoardo Orlando     |
|    | Italia (bandiera) | A     | Giovanni Palpacelli |
|    | Italia (bandiera) | P     | Francesco Paolillo  |
|    | Italia (bandiera) | P     | Fernando Regalino   |
|    | Italia (bandiera) | A     | Gloriano Risos      |
|    | Italia (bandiera) | P     | Enzo Sartori        |
|    | Italia (bandiera) | A     | Mario Uxa           |

salituro ernesto d